# Beaumont-les-Nonains
Beaumont-les-Nonains es una comuna francesa situada en el departamento de Oise, de la región de Alta Francia.

## Historia
En 2019 pasó a formar parte de la comuna de Les Hauts-Talican y en 2014 fue reconstituida a partir de sus antiguos territorios.

## Demografía
| Gráfica de evolución demográfica de Beaumont-les-Nonains entre 1800 y 2022 |
|                                                                            |

Los datos demográficos contemplados en este gráfico se han cogido de la página francesa EHESS/Cassini.